# Modello Baumol-Tobin
Il modello Baumol-Tobin crea le fondamenta per la discussione di politica economica sulla detenzione di moneta liquida con movente transattivo. Il modello, basato sulla teoria delle scorte, permette di determinare la domanda ottima di moneta liquida per motivo transattivo.
Il contributo dato si concretizza in una comparazione dei benefici e i costi del detenere moneta liquida per le transazioni quotidiane invece di farla fruttare in un deposito, guadagnando un tasso di interesse i. Il modello Baumol- Tobin, identificato in una formula algebrica, indica la quantità di moneta da detenere per effettuare le transazioni, cosicché il beneficio sia pari o maggiore della perdita.
La discussione inizia da una serie di ipotesi, che riguardano il numero di prelievi ottimale n*, la quantità di moneta media detenuta {\displaystyle M={\frac {z}{2}}} (dove {\displaystyle z={\frac {Y_{n}}{n}}}), e che il reddito percepito sia interamente prelevato dai soggetti lungo il tempo t (che può essere inteso come mese, visto che il salario percepito sarà mensile). La quantità di moneta media sarà uguale all'ammontare del reddito mensile percepito dagli individui, diviso per il numero di prelievi (qualora n fosse uguale a uno, si avranno comunque due momenti per determinare di moneta detenuta: al tempo zero, la quantità è uguale a zero, e al tempo t sarà uguale a Yn, quindi la quantità media lungo il tempo t è {\displaystyle M={\frac {Y_{n}}{2}}}).
Il vantaggio del detenere il massimo della moneta è di avere un'abbondante disponibilità liquida per le transazioni quotidiane; lo svantaggio invece è il costo opportunità di non poter guadagnare il tasso di interesse che si sarebbe ottenuto sul denaro depositato in banca anziché in forma liquida "in tasca".
La funzione di costo è dunque: {\displaystyle C(n)=t_{c}n+i{\frac {Y_{n}}{2n}}} dove {\displaystyle t_{c}} è costo fisso per ogni prelievo. 
Ponendo la derivata prima di C(n) rispetto ad n uguale a zero, si trova il numero di prelievi n* che minimizza i costi:
{\displaystyle {\frac {\partial C}{\partial n}}=t_{c}-i{\frac {Y_{n}}{2n^{2}}}=0}
{\displaystyle t_{c}=i{\frac {Y_{n}}{2n^{2}}}}
In questo punto i benefici marginali del detenere moneta liquida sono pari ai costi marginali del non detenerla presso un deposito, e in questo punto si ottiene (isolando le due variabili) la quantità ottimale di prelievi n* nonché la quantità ottimale di moneta M* da detenere perché non vi sia una perdita superiore al beneficio.
{\displaystyle n^{*}={\sqrt[{2}]{i{\frac {Y_{n}}{2t_{c}}}}}}
mentre sostituendo nell'equazione la definizione {\displaystyle M^{*}={\frac {Y_{n}}{2n^{*}}}}, si ha:
{\displaystyle M^{*}={\sqrt[{2}]{\frac {Y_{n}t_{c}}{2i}}}}
che è la quantità di moneta ottimale da detenere in forma liquida. Essa dipenderà negativamente dal tasso di interesse e positivamente dal reddito mensile Yn e dal costo di ogni prelievo (ipotizzato come un costo fisso).